# Novoal·labérdino
Novoal·labérdino (en rus: Новоаллабердино) és un poble de Baixkíria, a Rússia, que en el cens del 2010 tenia 19 habitants. Pertany al districte de Iermolàievo.